# Arsène (rivière)
Pour les articles homonymes, voir Arsène.
L'Arsène est une rivière française des départements Haute-Garonne et Gers de la région Occitanie et un affluent de la Save, c'est-à-dire un sous-affluent de la Garonne.

## Géographie
D'une longueur de 14,1 kilomètres, l'Arsène prend sa source sur la commune d'Encausse à l'altitude 224 mètres, entre les lieux-dits la Boubée et les Quatre Chemins.
Il coule globalement de l'est vers l'ouest. L'Arsène traverse deux lacs de barrage : 
- le lac de Thil-Bretx, à l'altitude 173 mètres ;
- le lac de Garac, à l'altitude 199 mètres.

Il conflue sur la commune de Montaigut-sur-Save, à l'altitude 120 mètres, près du lieu-dit le Pessos del Riou, à la limite de la commune de Saint-Paul-sur-Save.

## Communes et cantons traversés
Dans les deux départements de Haute-Garonne et du Gers, l'Arsène traverse dix communes et trois cantons :
- dans le sens amont vers aval : Encausse (source), Vignaux, Caubiac, Garac, Le Grès, Bellegarde-Sainte-Marie, Thil, Bretx, Saint-Paul-sur-Save, Montaigut-sur-Save (confluence).

Soit en termes de cantons, l'Arsène prend source dans le canton de Cologne, traverse le canton de Cadours, conflue dans le canton de Grenade.

## Affluents
L'Arsène a quatre affluents référencés :
- le ruisseau du Pélat (rd) 1,6 km, sur les deux communes de Caubiac et Le Grès qui se jette dans le lac de Garac ;
- le ruisseau de la Trappe (rg) 2 km, sur les trois communes de Bellegarde-Sainte-Marie, Garac, Thil qui conflue en aval du lac de Garac et avec un affluent :
  - le ruisseau des Vidales (rd) 0,9 km sur la seule commune de Bellegarde-Sainte-Marie ;
- le ruisseau de la Gaillarde (rg) 1,9 km, sur la seule commune de Thil et qui conflue en aval du lac de Thil Bretx ;
- le ruisseau de Paris (rg) 0,9 km, sur la seule commune de Thil, et coulant du sud vers le nord.

## Écologie